# Liste des meilleurs joueurs de hurling
Ceci est la liste joueurs de hurling  ayant figuré dans les sélections annuelles du GAA All Stars Awards depuis sa création en 1971. Afin de donner un aperçu des plus importants hurler des années 1960, cette liste inclut aussi les prix non officiels « Cuchulainn » présentés entre 1963 et 1967 sous les auspices du Gaelic Weekly Magazine.
À partir de 1995, un titre de meilleur hurler de l’année est accordé. Il apparaît dans les équipes avec le code HDA (pour hurler De l’Année). Si le hurleur de l’année n’a pas été nommé dans l’équipe All Star, son nom est simplement ajouté à la liste.

## Hurler de l’année 1958-62
- 1958: Tony Wall (Tipperary)
- 1959: Christy Ring (Cork)
- 1960: Nick O'Donnell (Wexford#
- 1961: Liam Devaney #Tipperary#
- 1962: Donie Nealon #Tipperary)

## 1963 Cú Chulainn Awards
Ollie Walsh (Kilkenny), Tom Neville (Wexford), Austin Flynn (Waterford), John Doyle (Tipperary), Séamus Cleere (Kilkenny), Billy Rackard (Wexford), Larry Guinan (Waterford), Theo English (Tipperary), Des Foley (Dublin), Jimmy Doyle (Tipperary), Mick Flannelly (Waterford), Eddie Keher (Kikenny), Liam Devaney (Tipperary), Jimmy Smyth (Clare), Phil Grimes (Waterford),

## 1964 Cú Chulainn Awards
Ollie Walsh (Kilkenny), John Doyle (Tipperary), Pa Dillon (Kilkenny), Tom Neville (Wexford), Séamus Cleere (Kilkenny), Tony Wall (Tipperary), Pat Henderson (Kilkenny), Mick Roche (Tipperary), Paddy Moran (Kilkenny), Jimmy Doyle (Tipperary), Michael 'Babs' Keating (Tipperary), Eddie Keher (Kilklenny), Tom Walsh (Kilkenny), John McKenna (Tipperary), Donie Nealon (Tipperary).

## 1965 Cú Chulainn Awards
John O'Donogue (Tipperary), Tom Neville (Wexford), Austin Flynn (Waterford), Kieran Carey (Tipperary), Denis O’Riordan (Cork), Tony Wall (Tipperary), Jimmy Duggan (Galway), Phil Wilson (Wexfrord), Mick Roche (Tipperary), Jimmy Doyle (Tipperary), Pat Carroll (Kilkenny), Pat Cronin (Clare), Donie Nealon (Tipperary), John McKenna (Tipperary), Sean McLoughlin (Tipperary),

## 1966 Cú Chulainn Awards
Paddy Barry (Cork), Pat Henderson (Kilkenny), Austin Flynn (Waterford), Denis Murphy (Cork), Séamus Cleere (Kilkenny), Kevin Long (Limerick), Martin Coogan (Kilkenny), Bernie Hartigan (Limerick), Theo English (Tipperary), Seánie Barry (Cork), Eddie Keher (Kilkenny), Pat Cronin (Clare), Paddy Molloy (Offaly), John McKenna (Tipperary), Mattie Fox (Galway).
HDA : Justin McCarthy (Cork)

## 1967 Cú Chulainn Awards
Ollie Walsh (Kilkenny), Pat Henderson (Kilkenny), Pa Dillon (Kilkenny), Jim Treacy (Kilkenny), Séamus Cleere (Kilkenny), Jimmy Cullinan (Clare), Len Gaynor (Tipperary), Mick Roche (Tipperary), Paddy Moran (Kilkenny), Eddie Keher (Kilkenny), Tony Wall (Tipperary), Pat Cronin (Clare), Donie Nealon (Tipperary), Tony Doran (Wexford), Michael 'Babs' Keating (Tipperary),

## 1968-1970
- 1968: Dan Quigley (Wexford)
- 1969: Ted Carroll (Kilkenny)
- 1970: Pat McDonnell (Cork)

## 1971: Première équipe "All-Star"
Damien Martin (Offaly), Tony Maher (Cork), Pat Hartigan (Limerick), Jim Treacy (Kilkenny), Tadhg O’Connor (Tipperary), Mick Roche (Tipperary), Martin Coogan (Kilkenny), John Connolly (Galway), Frank Cummins (Kilkenny), Francis Loughnane (Tipperary), Michael 'Babs' Keating (Tipperary), Eddie Keher (Kilkenny), Mick Bermingham (Dublin), Ray Cummins (Cork), Éamonn Cregan (Limerick),

## 1972
Noel Skehan (Kilkenny), Tony Maher (Cork), Pat Hartigan (Limerick), Jim Treacy (Kilkenny), Pat Lalor (Kilkenny), Mick Jacob (Wexford), Con Roche (Cork), Denis Coughlan (Cork), Frank Cummins (Kilkenny), Francis Loughnane (Tipperary), Pat Delaney (Kilkenny), Eddie Keher (Kilkenny), Charlie McCarthy (Cork), Ray Cummins (Cork), Éamonn Cregan (Limerick),

## 1973
Noel Skehan (Kilkenny), Phil 'Fan' Larkin (Kilkenny), Pat Hartigan (Limerick), Jim O’Brien (Limerick), Colm Doran (Wexford), Pat Henderson (Kilkenny), Seán Foley (Limerick), Liam 'Chunky' O'Brien (Kilkenny), Richie Bennis (Limerick), Francis Loughnane (Tipperary), Pat Delaney (Kilkenny), Éamonn Grimes (Limerick), Martin Quigley (Wexford), Kieran Purcell (Kilkenny), Eddie Keher (Kilkenny),

## 1974
Noel Skehan (Kilkenny), Phil 'Fan' Larkin (Kilkenny), Pat Hartigan (Limerick), John Horgan (Cork), Ger Loughnane (Clare), Pat Henderson (Kilkenny), Con Roche (Cork), Liam O’Brien (Kilkenny)  , John Galvin (Waterford), Joe McKenna (Limerick), Martin Quigley (Wexford), Mick Crotty (Kilkenny), John Quigley (Wexford), Kieran Purcell (Kilkenny), Eddie Keher (Kilkenny),

## 1975
Noel Skehan (Kilkenny), Niall McInerney (Galway), Pat Hartigan (Limerick), Brian Cody (Kilkenny), Tadhg O’Connor (Tipperary), Sean Silke (Galway), Iggy Clarke (Galway), Liam O’Brien (Kilkenny), Gerard McCarthy (Cork), Martin Quigley (Wexford), Joe McKenna (en) (Limerick), Eamon Grimes (Limerick), Mick Brennan (Kilkenny), Kieran Purcell (Kilkenny), Eddie Keher (Kilkenny),

## 1976
Noel Skehan (Kilkenny), Phil Larkin (Kilkenny), Willie Murphy (Wexford), John McMahon (Clare), Joe McDonagh (Galway), Mick Jacob (Wexford), Denis Coughlan (Cork), Frank Burke (Galway), Pat Moylan (Cork), Michael Malone (Cork), Martin Quigley (Wexford), Jimmy Barry-Murphy (Cork), Mick Brennan (Kilkenny), Tony Doran (Wexford), Sean O’Leary (Cork).

## 1977
Séamus Durack (Clare), John McMahon (Clare), Martin O'Doherty (Cork), John Horgan (Cork), Ger Loughnane (Clare), Mick Jacob (Wexford), Denis Coughlan (Cork), Tom Cashman (Cork)  , M Moroney (Clare), Christy Keogh (Wexford), Jimmy Barry-Murphy (Cork), PJ Molloy (Galway), Charlie McCarthy (Cork), Ray Cummins (Cork), Seánie O'Leary (Cork).

## 1978
Séamus Durack (Clare), Phil 'Fan' Larkin (Kilkenny), Martin O'Doherty (Cork), John Horgan (Cork), Joe Hennessey (Kilkenny), Ger Henderson (Kilkenny), Denis Coughlan (Cork), Tom Cashman (Cork), Iggy Clarke (Galway), Jimmy Barry-Murphy (Cork), Noel Casey (Clare), Colm Honan (Clare), Charlie McCarthy (Cork), Joe McKenna (Limerick), Tommy Butler (Tipperary).

## 1979
Pat McLoughney (Tipperary), Brian Murphy (Cork), Martin O'Doherty (Cork), Tadhg O’Connor (Tipperary), Dermot McCurtain (Cork), Ger Henderson (Kilkenny), Iggy Clarke (Galway), John Connolly (Galway), Joe Hennessy (Kilkenny), John Callinan (Clare), Frank Burke (Galway) Liam 'Chunky' O'Brien (Kilkenny), Mick Brennan (Kilkenny), Joe McKenna (Limerick), Ned Buggy (Wexford).

## 1980
Pat McLoughney (Tipperary), Niall McInerney (Galway), Leonard Enright (Limerick), Jimmy Cooney (Galway), Dermot McCurtain (Cork), Sean Silke (Galway), Iggy Clarke (Galway), Joachim Kelly (Offaly), Mossie Walsh (Waterford), Joe Connolly (Galway), Pat Horgan (Cork), Pat Carroll (Offaly), Bernie Forde (Galway), Joe McKenna (Limerick), Eamon Cregan (Limerick).

## 1981
Séamus Durack (Clare), Brian Murphy (Cork), Leonard Enright (Limerick), Jimmy Cooney (Galway), Liam O’Donoghue (Limerick), Sean Stack (Clare), Ger Coughlan (Offaly), Steve Mahon (Galway), Liam Currams (Offaly), John Callinan (Clare), George O’Connor (Wexford), Mark Corrigan (Offaly), Pat Carroll (Offaly), Joe McKenna (Limerick), John Flaherty (Offaly).
HDA : Pat Delaney (Offaly)

## 1982
Noel Skehan (Kilkenny), John Galvin (Waterford), Brian Cody (Kilkenny), Pat Fleury (Offaly), Aidan Fogarty (Offaly), Ger Henderson (Kilkenny), Paddy Prendergast (Kilkenny), Tim Crowley (Cork), Frank Cummins (Kilkenny), Tony O’Sullivan (Cork), Pat Horgan (Cork), Richie Power (Kilkenny), Billy Fitzpatrick (Kilkenny), Christy Heffernan (Kilkenny), Jim Greene (Waterford),

## 1983
Noel Skehan (Kilkenny), John Henderson (Kilkenny), Leonard Enright (Limerick), Dick O’Hara (Kilkenny), Joe Hennessy (Kilkenny), Ger Henderson (Kilkenny), Tom Cashman (Cork), John Fenton (Cork), Frank Cummins (Kilkenny), Nicky English (Tipperary), Ger Fennelly (Kilkenny), Noel Lane (Galway), Billy Fitzpatrick (Kilkenny), Jimmy Barry-Murphy (Cork), Liam Fennelly (Kilkenny)

## 1984
Ger Cunningham (Cork), Paudie Fitzmaurice (Limerick), Eugene Coughlan (Offaly), Pat Fleury (Offaly), Joe Hennessey (Kilkenny), Johnny Crowley (Cork), Dermot McCurtain (Cork), John Fenton (Cork), Joachim Kelly (Offaly), Nicky English (Tipperary), Kieran Brennan (Kilkenny), Paddy Kelly (Limerick), Tomás Mulcahy (Cork), Noel Lane (Galway), Seanie O'Leary (Cork),

## 1985
Ger Cunningham (Cork), Seamus Coen (Galway), Eugene Coughlan (Offaly), Sylvie Linnane (Galway), Peter Finnerty (Galway), Pat Delaney (Offaly), Ger Coughlan (Offaly), John Fenton (Cork), Pat Critchley (Laois), Nicky English (Tipperary), Brendan Lynskey (Galway), Joe Cooney (Galway), Pat Cleary (Offaly), Padraic Horan (Offaly), Liam Fennelly (Kilkenny)

## 1986
Ger Cunningham (Cork), Denis Mulcahy (Cork), Conor Hayes (Galway), Sylvie Linnane (Galway), Peter Finnerty (Galway), Tony Keady (Galway), Bobby Ryan (Tipperary), John Fenton (Cork), Richie Power (Kilkenny), Tony O’Sullivan (Cork), Tomás Mulcahy (Cork), Joe Cooney (Galway), David Kilcoyne (Westmeath), Jimmy Barry-Murphy (Cork), Kevin Hennessy (Cork)

## 1987
Ken Hogan (Tipperary), Joe Hennessey (Kilkenny), Conor Hayes (Cork), Ollie Kilkenny (Galway), Pete Finnerty (Galway), Ger Henderson (Kilkenny), John Conran (Wexford), Steve Mahon (Galway), John Fenton (Galway), Martin McGrath (Galway), Joe Cooney (Galway), Aidan Ryan (Tipperary), Pat Fox (Tipperary), Nicky English (Tipperary), Liam Fennelly (Kilkenny),

## 1988
John Commins (Galway), Sylvie Linnane (Galway), Conor Hayes (Galway), Martin Hanamy (Offaly), Peter Finnerty (Galway), Tony Keady (Galway), Bobby Ryan (Tipperary), Colm Bonner (Tipperary), George O’Connor (Wexford), Declan Ryan (Tipperary), Ciaran Barr (Antrim), Martin Naughton (Galway), Martin McGrath (Galway), Nicky English (Tipperary), Tony O’Sullivan (Cork),

## 1989
John Commins (Galway), Aidan Fogarty (Offaly), Eamon Cleary (Wexford), Dessie Donnelly (Antrim), Conal Bonner (Tipperary), Bobby Ryan (Tipperary), Sean Treacy (Galway), Michael Coleman (Galway), Declan Carr (Tipperary), Eanna Ryan (Galway), Joe Cooney (Galway), Olcan McFetridge (Antrim), Pat Fox (Tipperary), Cormac Bonner (Tipperary), Nicky English (Tipperary).

## 1990
Ger Cunningham (Cork), John Considine (Cork), Noel Sheehy (Tipperary), Seán O'Gorman (Cork), Pete Finnerty (Galway), Jim Cashman (Cork), Liam Dunne (Wexford), Michael Coleman (Galway), Johnny Pilkington (Offaly), Michael Cleary (Tipperary), Joe Cooney (Galway), Tony O'Sullivan (Cork), Eamon Morrissey (Kilkenny), Brian McMahon (Dublin), John Fitzgibbon (Cork).

## 1991
Michael Walsh (Kilkenny), Paul Delaney (Tipperary), Noel Sheehy (Tipperary), Sean Treacy (Galway), Conal Bonner (Tipperary), Jim Cashman (Cork), Cathal Casey (Cork), Terence McNaughton (Antrim), John Leahy (Tipperary), Michael Cleary (Tipperary), Gary Kirby (Limerick), D. J. Carey (Kilkenny), Pat Fox (Tipperary), Cormac Bonner (Tipperary), John Fitzgibbon (Cork).

## 1992
Tommy Quaid (Limerick), Brian Corcoran (Cork), Pat O'Dwyer (Kilkenny), Liam Simpson (Kilkenny), Brian Whelehan (Offaly), Ciarán Carey (Limerick), Willie O'Connor (Kilkenny), Michael Phelan (Kilkenny), Seánie McCarthy (Cork), Gerard McGrattan (Down), John Power (Kilkenny), Tony O'Sullivan (Cork), Michael Cleary (Tipperary), Liam Fennelly (Kilkenny), D. J. Carey (Kilkenny).

## 1993
Michael Walsh (Kilkenny), Eddie O'Connor (Kilkenny), Sean O’Gorman (Cork), Liam Simpson (Kilkenny), Liam Dunne (Wexford), Pat O'Neill (Kilkenny), Padraig Kelly (Galway), Pat Malone (Galway), Paul McKillen (Antrim), Martin Storey (Wexford), John Power (Kilkenny), D. J. Carey (Kilkenny), Michael Cleary (Tipperary), Joe Rabbitte (Galway), Barry Egan (Cork).

## 1994
Joe Quaid (Limerick), Anthony Daly (Clare), Kevin Kinahan (Offaly), Martin Hanamy (Offaly), Dave Clarke (Limerick), Hubert Rigney (Offaly), Kevin Martin (Offaly), Mike Houlihan (Limerick), Ciaran Carey (Limerick), Johnny Dooley (Offaly), Gary Kirby (Limerick), John Leahy (Tipperary), Billy Dooley (Offaly), D. J. Carey (Kilkenny), Damien Quigley (Limerick).
HDA : Brian Whelehan (Offaly)

## 1995
Davy FitzGerald (Clare), Kevin Kinahan (Offaly), Brian Lohan (Clare), Liam Doyle (Clare), Brian Whelehan (Offaly), Seánie McMahonHDA (Clare), Anthony Daly (Clare), Michael Coleman (Galway), Ollie Baker (Clare), Johnny Dooley (Offaly), Gary Kirby (Limerick), Jamesie O'Connor (Clare), Billy Dooley (Offaly), D. J. Carey (Kilkenny), Ger O'Loughlin (Clare).

## 1996
Joe Quaid (Limerick), Tom Helebert (Galway), Brian Lohan (Clare), Larry O'GormanHDA (Wexford), Liam Dunne (Wexford), Ciaran Carey (Limerick), Mark Foley (Limerick), Adrian Fenlon (Wexford), Mike Houlihan (Limerick), Rory McCarthy (Wexford), Martin Storey (Wexford), Larry Murphy (Wexford), Liam Cahill (Tipperary), Gary Kirby (Limerick), Tom Dempsey (Wexford).

## 1997
Damien Fitzhenry (Wexford), Paul Shelley (Tipperary), Brian Lohan (Clare), Willie O'Connor (Kilkenny), Liam Doyle (Clare), Sean McMahon (Clare), Liam Keoghan (Kilkenny), Colin Lynch (Clare), Tommy Dunne (Tippeary), Jamesie O'ConnorHDA (Clare), Declan Ryan (Tipperary), John Leahy (Tipperary), Kevin Broderick (Galway), Ger O’Loughlin (Clare), D. J. Carey (Kilkenny).

## 1998
Stephen Byrne (Offaly), Willie O'Connor (Kilkenny), Kevin Kinahan (Offaly), Martin Hanamy (Offaly), Anthony Daly (Clare), Seánie McMahon (Clare), Kevin Martin (Offaly), Tony BrowneHDA (Waterford), Ollie Baker (Clare), Michael Duignan (Offaly), Martin Storey (Wexford), Jamesie O'Connor (Clare), Joe Dooley (Offaly), Brian Whelehan (Offaly), Charlie Carter (Kilkenny).

## 1999
Donal Óg Cusack (Cork), Fergal Ryan (Cork), Diarmuid O'Sullivan (Cork), Frank Lohan (Clare), Brian Whelehan (Offaly), Brian CorcoranHDA (Cork), Peter Barry (Kilkenny), Andy Comerford (Kilkenny), Tommy Dunne (Tipperary), D. J. Carey (Kilkenny), John Troy (Offaly), Brian McEvoy (Kilkenny), Seánie McGrath (Cork), Joe Deane (Cork), Niall Gilligan (Clare).

## 2000
| Poste | Hurler              | Comté         |
| ----- | ------------------- | ------------- |
| 1     | Brendan Cummins     | Tipperary GAA |
| 2     | Noel Hickey         | Kilkenny GAA  |
| 3     | Diarmuid O'Sullivan | Cork GAA      |
| 4     | Willie O’Connor     | Kilkenny      |
| 5     | John Carroll        | Tipperary     |
| 6     | Eamonn Kennedy      | Kilkenny      |
| 7     | Peter Barry         | Kilkenny      |
| 8     | Johnny Dooley       | Offaly GAA    |
| 9     | Andy Comerford      | Kilkenny      |
| 10    | Denis Byrne         | Kilkenny      |
| 11    | Joe Rabbitte        | Galway GAA    |
| 12    | Henry Shefflin      | Kilkenny      |
| 13    | Charlie Carter      | Kilkenny      |
| 14    | D. J. CareyHDA      | Kilkenny      |
| 15    | Joe Deane           | Cork          |

| Poste | Hurler           | Comté         |
| ----- | ---------------- | ------------- |
| 1     | Brendan Cummins  | Tipperary GAA |
| 2     | Darragh Ryan     | Wexford GAA   |
| 3     | Philly Maher     | Tipperary     |
| 4     | Ollie Canning    | Galway GAA    |
| 5     | Eamonn Corcoran  | Tipperary     |
| 6     | Liam Hodgins     | Galway        |
| 7     | Mark Foley       | Limerick GAA  |
| 8     | Tommy DunneHDA   | Tipperary     |
| 9     | Eddie Enright    | Tipperary     |
| 10    | Mark O'Leary     | Tipperary     |
| 11    | Jamesie O'Connor | Clare GAA     |
| 12    | Kevin Broderick  | Galway        |
| 13    | Charlie Carter   | Kilkenny      |
| 14    | Eugene Cloonan   | Galway        |
| 15    | Eoin Kelly       | Tipperary     |

| Poste | Hurler            | Comté         |
| ----- | ----------------- | ------------- |
| 1     | Davy Fitzgerald   | Clare GAA     |
| 2     | Mick Kavanagh     | Kilkenny GAA  |
| 3     | Brian Lohan       | Clare         |
| 4     | Philly Larkin     | Kilkenny      |
| 5     | Fergal Hartley    | Waterford GAA |
| 6     | Peter Barry       | Kilkenny      |
| 7     | Paul Kelly        | Tipperary GAA |
| 8     | Colin Lynch       | Clare         |
| 9     | Derek Lyng        | Kilkenny      |
| 10    | Eoin Kelly        | Waterford     |
| 11    | Henry ShefflinHDA | Kilkenny      |
| 12    | Ken McGrath       | Waterford     |
| 13    | Eoin Kelly        | Tipperary     |
| 14    | Martin Comerford  | Kilkenny      |
| 15    | D. J. Carey       | Kilkenny      |

| Poste | Hurler            | Comté         |
| ----- | ----------------- | ------------- |
| 1     | Brendan Cummins   | Tipperary GAA |
| 2     | Mick Kavanagh     | Kilkenny GAA  |
| 3     | Noel Hickey       | Kilkenny      |
| 4     | Ollie Canning     | Galway GAA    |
| 5     | Seán Óg Ó hAilpín | Cork GAA      |
| 6     | Ronan Curran      | Cork          |
| 7     | J. J. DelaneyHDA  | Kilkenny      |
| 8     | Derek Lyng        | Kilkenny      |
| 9     | Tommy Walsh       | Kilkenny      |
| 10    | John Mullane      | Waterford GAA |
| 11    | Henry Shefflin    | Kilkenny      |
| 12    | Eddie Brennan     | Kilkenny      |
| 13    | Setanta Ó hAilpín | Cork          |
| 14    | Martin Comerford  | Kilkenny      |
| 15    | Joe Deane         | Cork          |

| Poste | Hurler               | Comté         |
| ----- | -------------------- | ------------- |
| 1     | Damien Fitzhenry     | Wexford GAA   |
| 2     | Wayne Sherlock       | Cork GAA      |
| 3     | Diarmuid O'Sullivan  | Cork          |
| 4     | Tommy Walsh          | Kilkenny GAA  |
| 5     | J. J. Delaney        | Kilkenny      |
| 6     | Ronan Curran         | Cork          |
| 7     | Seán Óg Ó hAilpínHDA | Cork          |
| 8     | Ken McGrath          | Waterford GAA |
| 9     | Jerry O'Connor       | Cork          |
| 10    | Dan Shanahan         | Waterford     |
| 11    | Niall McCarthy       | Cork          |
| 12    | Henry Shefflin       | Kilkenny      |
| 13    | Eoin Kelly           | Tipperary GAA |
| 14    | Brian Corcoran       | Cork          |
| 15    | Paul Flynn           | Waterford     |

| Poste | Hurler              | Comté         |
| ----- | ------------------- | ------------- |
| 1     | Davy FitzGerald     | Clare GAA     |
| 2     | Pat Mulcahy         | Cork GAA      |
| 3     | Diarmuid O'Sullivan | Cork          |
| 4     | Ollie Canning       | Galway GAA    |
| 5     | Derek Hardiman      | Galway        |
| 6     | John Gardiner       | Cork          |
| 7     | Seán Óg Ó hAilpín   | Cork          |
| 8     | Jerry O'ConnorHDA   | Cork          |
| 9     | Paul Kelly          | Tipperary GAA |
| 10    | Ben O'Connor        | Cork          |
| 11    | Henry Shefflin      | Kilkenny GAA  |
| 12    | Tommy Walsh         | Kilkenny      |
| 13    | Ger Farragher       | Galway        |
| 14    | Eoin Kelly          | Tipperary GAA |
| 15    | Damien Hayes        | Galway        |

| Poste | Hurler                | Comté         |
| ----- | --------------------- | ------------- |
| 1     | Donal Óg Cusack       | Cork GAA      |
| 2     | Eoin Murphy           | Waterford GAA |
| 3     | J. J. Delaney         | Kilkenny GAA  |
| 4     | Brian Murphy          | Cork          |
| 5     | Tony Browne           | Waterford     |
| 6     | Ronan Curran          | Cork          |
| 7     | Tommy Walsh           | Kilkenny      |
| 8     | Jerry O'Connor        | Cork          |
| 9     | James Cha Fitzpatrick | Kilkenny      |
| 10    | Dan Shanahan          | Waterford     |
| 11    | Henry ShefflinHDA     | Kilkenny GAA  |
| 12    | Eddie Brennan         | Kilkenny      |
| 13    | Eoin Kelly            | Tipperary GAA |
| 14    | Martin Comerford      | Kilkenny      |
| 15    | Tony Griffin          | Clare GAA     |

| Poste | Hurler                | Comté         |
| ----- | --------------------- | ------------- |
| 1     | Brian Murray          | Limerick GAA  |
| 2     | Michael Kavanagh      | Kilkenny GAA  |
| 3     | Declan Fanning        | Tipperary GAA |
| 4     | Jackie Tyrell         | Kilkenny      |
| 5     | Tommy Walsh           | Kilkenny      |
| 6     | Ken McGrath           | Waterford GAA |
| 7     | Tony Browne           | Waterford     |
| 8     | Michael Walsh         | Waterford     |
| 9     | James Cha Fitzpatrick | Kilkenny      |
| 10    | Dan ShanahanHDA       | Waterford     |
| 11    | Ollie Moran           | Limerick      |
| 12    | Stephen Molumphy      | Waterford     |
| 13    | Andrew O'Shaughnessy  | Limerick      |
| 14    | Henry Shefflin        | Kilkenny      |
| 15    | Eddie Brennan         | Kilkenny      |

## 2008
| Poste | Hurler                | Comté         |
| ----- | --------------------- | ------------- |
| 1     | Brendan Cummins       | Tipperary GAA |
| 2     | Michael Kavanagh      | Kilkenny GAA  |
| 3     | Noel Hickey           | Kilkenny      |
| 4     | Jackie Tyrell         | Kilkenny      |
| 5     | Tommy Walsh           | Kilkenny      |
| 6     | Conor O'Mahony        | Tipperary     |
| 7     | J. J. Delaney         | Kilkenny      |
| 8     | James Cha Fitzpatrick | Kilkenny      |
| 9     | Shane McGrath         | Tipperary     |
| 10    | Ben O'Connor          | Cork          |
| 11    | Henry Shefflin        | Kilkenny      |
| 12    | Eoin LarkinHDA        | Kilkenny      |
| 13    | Eddie Brennan         | Kilkenny      |
| 14    | Eoin Kelly            | Waterford     |
| 15    | Joe Canning           | Galway        |

| Poste | Hurler          | Comté         |
| ----- | --------------- | ------------- |
| 1     | PJ Ryan         | Kilkenny GAA  |
| 2     | Ollie Canning   | Galway GAA    |
| 3     | Pádraic Maher   | Tipperary GAA |
| 4     | Jackie Tyrell   | Kilkenny      |
| 5     | Tommy Walsh     | Kilkenny      |
| 6     | Michael Walsh   | Waterford GAA |
| 7     | Conor O'Mahony  | Tipperary     |
| 8     | Michael Rice    | Kilkenny      |
| 9     | Alan McCrabbe   | Dublin GAA    |
| 10    | Lar Corbett     | Tipperary     |
| 11    | Henry Shefflin  | Kilkenny      |
| 12    | Eoin Larkin     | Kilkenny      |
| 13    | Noel McGrathHDA | Tipperary     |
| 14    | Joe Canning     | Galway        |
| 15    | John Mullane    | Waterford     |

| Poste | Hurler           | Comté         |
| ----- | ---------------- | ------------- |
| 1     | Brendan Cummins  | Tipperary GAA |
| 2     | Noel Connors     | Waterford GAA |
| 3     | Paul Curran      | Tipperary     |
| 4     | Jackie Tyrrell   | Kilkenny GAA  |
| 5     | Tommy Walsh      | Kilkenny      |
| 6     | Michael Walsh    | Waterford     |
| 7     | J. J. Delaney    | Waterford     |
| 8     | Michael Fennelly | Kilkenny      |
| 9     | Brendan MaherHDA | Tipperary     |
| 10    | Damien Hayes     | Galway GAA    |
| 11    | Noel McGrath     | Tipperary     |
| 12    | Lar CorbettHDA   | Tipperary     |
| 13    | John Mullane     | Waterford     |
| 14    | Richie Power     | Kilkenny      |
| 15    | Eoin Kelly       | Tipperary     |

| Poste | Hurler              | Comté         |
| ----- | ------------------- | ------------- |
| 1     | Gary Maguire        | Dublin GAA    |
| 2     | Paul Murphy         | Kilkenny GAA  |
| 3     | Paul Curran         | Tipperary GAA |
| 4     | Michael Cahill      | Tipperary     |
| 5     | Tommy Walsh         | Kilkenny      |
| 6     | Brian Hogan         | Kilkenny      |
| 7     | Pádraic Maher       | Tipperary     |
| 8     | Liam Rushe          | Dublin GAA    |
| 9     | Michael FennellyHDA | Kilkenny      |
| 10    | Michael Rice        | Kilkenny      |
| 11    | Richie Power        | Kilkenny      |
| 12    | Henry Shefflin      | Kilkenny      |
| 13    | John Mullane        | Waterford GAA |
| 14    | Lar Corbett         | Tipperary     |
| 15    | Richie Hogan        | Kilkenny      |

| Poste | Hurler             | Comté         |
| ----- | ------------------ | ------------- |
| 1     | Anthony Nash       | Cork GAA      |
| 2     | Paul Murphy        | Kilkenny GAA  |
| 3     | JJ Delaney         | Kilkenny      |
| 4     | Fergal Moore       | Galway GAA    |
| 5     | Brendan Bugler     | Clare GAA     |
| 6     | Brian Hogan        | Kilkenny      |
| 7     | David Collins (en) | Galway        |
| 8     | Iarla Tannian      | Galway        |
| 9     | Kevin Moran        | Waterford GAA |
| 10    | TJ Reid            | Kilkenny      |
| 11    | Henry ShefflinHDA  | Kilkenny      |
| 12    | Damien Hayes       | Galway        |
| 13    | John Mullane       | Waterford     |
| 14    | Joe Canning        | Galway        |
| 15    | David Burke        | Galway        |

| Poste | Hurler            | Comté        |
| ----- | ----------------- | ------------ |
| 1     | Anthony Nash      | Cork GAA     |
| 2     | Richie McCarthy   | Limerick GAA |
| 3     | Peter Kelly       | Dublin GAA   |
| 4     | David McInerney   | Clare GAA    |
| 5     | Brendan Bugler    | Clare        |
| 6     | Liam Rushe        | Dublin       |
| 7     | Patrick Donnellan | Clare        |
| 8     | Colm Galvin       | Clare        |
| 9     | Conor Ryan        | Clare        |
| 10    | Séamus Harnedy    | Cork         |
| 11    | Tony KellyHDA     | Clare        |
| 12    | Danny Sutcliffe   | Dublin       |
| 13    | Pádraic Collins   | Clare        |
| 14    | Patrick Horgan    | Cork         |
| 15    | Conor McGrath     | Clare        |

| Poste | Hurler           | Comté         |
| ----- | ---------------- | ------------- |
| 1     | Darren Gleeson   | Tipperary GAA |
| 2     | Paul Murphy      | Kilkenny GAA  |
| 3     | J. J. Delaney    | Kilkenny      |
| 4     | Séamus Hickey    | Limerick GAA  |
| 5     | Brendan Maher    | Tipperary     |
| 6     | Pádraic Maher    | Tipperary     |
| 7     | Cillian Buckley  | Kilkenny      |
| 8     | Richie Hogan HDA | Kilkenny      |
| 9     | Shane McGrath    | Tipperary     |
| 10    | John O'Dwyer     | Tipperary     |
| 11    | Patrick Maher    | Tipperary     |
| 12    | T. J. Reid       | Kilkenny      |
| 13    | Colin Fennelly   | Kilkenny      |
| 14    | Séamus Callanan  | Tipperary     |
| 15    | Shane Dowling    | Limerick      |

| Poste | Hurler           | Comté         |
| ----- | ---------------- | ------------- |
| 1     | Colm Callanan    | Galway GAA    |
| 2     | Paul Murphy      | Kilkenny GAA  |
| 3     | Joey Holden      | Kilkenny      |
| 4     | Noel Connors     | Waterford GAA |
| 5     | Daithí Burke     | Galway GAA    |
| 6     | Tadhg de Búrca   | Waterford     |
| 7     | Cillian Buckley  | Kilkenny      |
| 8     | Michael Fennelly | Kilkenny      |
| 9     | David Burke      | Galway        |
| 10    | Cathal Mannion   | Galway        |
| 11    | Richie Hogan     | Kilkenny      |
| 12    | T. J. Reid HDA   | Kilkenny      |
| 13    | Ger Aylward      | Kilkenny      |
| 14    | Séamus Callanan  | Tipperary     |
| 15    | Maurice Shanahan | Waterford     |

## 2016
| Poste | Hurler             | Comté         |
| ----- | ------------------ | ------------- |
| 1     | Eoin Murphy        | Kilkenny GAA  |
| 2     | Cathal Barrett     | Tipperary GAA |
| 3     | James Barry        | Tipperary     |
| 4     | Daithí Burke       | Galway GAA    |
| 5     | Pádraig Walsh      | Kilkenny      |
| 6     | Ronan Maher        | Tipperary     |
| 7     | Pádraic Maher      | Tipperary     |
| 8     | Jamie Barron       | Waterford GAA |
| 9     | David Burke        | Galway        |
| 10    | Walter Walsh       | Kilkenny      |
| 11    | Austin Gleeson HDA | Waterford     |
| 12    | Patrick Maher      | Tipperary     |
| 13    | Richie Hogan       | Kilkenny      |
| 14    | Séamus Callanan    | Tipperary     |
| 15    | John McGrath       | Tipperary     |

| Poste | Hurler            | Comté     |
| ----- | ----------------- | --------- |
| 1     | Stephen O'Keeffe  | Waterford |
| 2     | Pádraic Mannion   | Galway    |
| 3     | Daithí Burke      | Galway    |
| 4     | Noel Connors      | Waterford |
| 5     | Pádraic Maher     | Tipperary |
| 6     | Gearóid McInerney | Galway    |
| 7     | Mark Coleman      | Cork      |
| 8     | Jamie Barron      | Waterford |
| 9     | David Burke       | Galway    |
| 10    | Kevin Moran       | Waterford |
| 11    | Joe CanningHDA    | Galway    |
| 12    | Michael Walsh     | Waterford |
| 13    | Conor Whelan      | Galway    |
| 14    | Conor Cooney      | Galway    |
| 15    | Patrick Horgan    | Cork      |

| Poste | Hurler             | Comté    |
| ----- | ------------------ | -------- |
| 1     | Eoin Murphy        | Kilkenny |
| 2     | Seán Finn          | Limerick |
| 3     | Daithí Burke       | Galway   |
| 4     | Richie English     | Limerick |
| 5     | Pádraic Mannion    | Galway   |
| 6     | Declan Hannon      | Limerick |
| 7     | Dan Morrissey      | Limerick |
| 8     | Cian LynchHDA      | Limerick |
| 9     | Darragh Fitzgibbon | Cork     |
| 10    | Peter Duggan       | Clare    |
| 11    | Joe Canning        | Galway   |
| 12    | Séamus Harnedy     | Cork     |
| 13    | Patrick Horgan     | Cork     |
| 14    | John Conlon        | Clare    |
| 15    | Graeme Mulcahy     | Limerick |

| Poste | Hurler             | Comté     |
| ----- | ------------------ | --------- |
| 1     | Brian Hogan        | Tipperary |
| 2     | Seán Finn          | Limerick  |
| 3     | Ronan Maher        | Tipperary |
| 4     | Cathal Barrett     | Tipperary |
| 5     | Brendan Maher      | Tipperary |
| 6     | Pádraig Walsh      | Kilkenny  |
| 7     | Pádraic Maher      | Tipperary |
| 8     | Noel McGrath       | Tipperary |
| 9     | Diarmuid O'Keeffe  | Wexford   |
| 10    | Lee Chin           | Wexford   |
| 11    | T. J. Reid         | Kilkenny  |
| 12    | Colin Fennelly     | Kilkenny  |
| 13    | Aaron Gillane      | Limerick  |
| 14    | Séamus CallananHDA | Tipperary |
| 15    | Patrick Horgan     | Cork      |